# Erik Wilhelm Tharmout
Erik Wilhelm Tharmout, född 1772 i Stockholm, död 4 februari 1818 i Stockholm, var en svensk tecknare.
Han var son till kamreren vid Djurgårdsvarvet Erik Tharmout och Wilhelmina Magdalena Carré samt bror till Sophia Wilhelmina Tharmout. Han studerade vid Konstakademien i Stockholm och medverkade 1791 i akademiens utställning med arkitekturritningar. 